# Ninety Six
Ninety Six – miasto w Stanach Zjednoczonych, w stanie Karolina Południowa, w hrabstwie Greenwood.